# Marcelino Núñez
Marcelino Ignacio Nuñez Espinoza (Santiago, 3 de março de 2000) é um futebolista chileno que atua como meia. Defende atualmente o Norwich City.

## Carreira

### Universidad Católica
Nuñez começou sua carreira profissional no Universidad Católica. Estreou profissionalmente em 21 de fevereiro de 2020 ante Deportes Iquique. No âmbito internacional, se estreou no dia 3 de março de 2020 contra o Internacional na derrota por 3 a 0 do Universidad Católica, pela Copa Libertadores. Em 10 de março do 2021, marcou seu primeiro gol a nível profissional contra América de Cali. Em 10 de fevereiro de 2021, pela penúltima data, Universidad Católica conquistou da Campeonato Chileno 2020 e posteriormente foi campeão da Supercopa de Chile 2020.
No final de 2021, Universidad Católica foi campeão da Supercopa de Chile 2021 em pênaltis, e mais tarde instituição também foi coroada tetracampeã do torneio nacional, após vencer as edições 2018, 2019, 2020 e 2021.

## Seleção Nacional
Nuñez foi convocado pela primeira vez para defender a seleção principal do Chile em da Copa América de 2021. Estreou pela Seleção Chilena principal em 9 de setembro de 2021 em partida contra a Colombia.

## Títulos
Universidad Católica
- Campeonato Chileno: 2020, 2021
- Supercopa de Chile: 2020, 2021

### Prêmios individuais
- Melhor meio-campista da Campeonato Chileno (La Tercera):  2021[11]